# Roswell (Dél-Dakota)
Roswell az amerikai Miner megyében fekszik, Dél-Dakota államban. A 2000-es népszámlálási adatok szerint 21 lakosa van.

## Földrajzi elhelyezkedés
A város területe 3,7 km², mely teljes egészében szárazföld.

## Demográfia
A 2000. évi népszámlálási adatok szerint a 21 lakó 12 háztartásban, illetve 5 családban él. A népsűrűség 5,8 fő/km². A lakóépületek sűrűsége 3,3 épület/km². A lakosság rasszok szerinti megoszlását tekintve 100%-os a fehérek aránya.
A háztartások 16,7%-ában él 18 éven aluli személy, a lakók 41,7%-a házas és 58,3%-uk nem családos. A háztartások 58,3%-ában él egyedülálló, illetve 25%-ukban él 65 éves, vagy annál idősebb. Az átlagosan egy háztartásban élők száma 1,75 és a családokban átlag 2,8 fő él.
A teljes népesség 19%-a 18 év alatti, 0%-a 18 és 24 év közötti, 19%-a 25 és 44 év közötti, 28,6%-a 45-64 év közötti, és 33,3%-a 65 évnél idősebb. Az átlagéletkor 48 év. Minden 10 nőre jut 11 férfi. Minden száz 18 év alatti nőre 112,5 18 év alatti férfi jut.
A háztartások átlagos éves bevétele 6750 dollár, a családoké átlag 51 250 dollár. A férfiak átlagos éves jövedelme 38 750 dollár szemben a nők 0 dollárjával. Az egy főre eső éves jövedelem 11 429 dollár. A lakosság 33,3%-a és a családok 0%-a él a megélhetési küszöb alatt. A város összes 65 éves, vagy annál idősebb polgára a megélhetési küszöb alatt él.